# Walter Brom
Walter Henryk Brom (Chorzów, 14 febbraio 1921 – 18 giugno 1968) è stato un calciatore polacco, di ruolo portiere.

## Palmarès

### Club

#### Competizioni nazionali
- Campionato polacco: 3

Ruch Chorzow: 1935, 1936, 1938